# Locus theologicus
Locus theologicus („Ort theologischer Erkenntnis“; Pl. loci theologici) ist ein Begriff aus der evangelischen sowie katholischen Dogmatik und theologischen Erkenntnislehre.

## Begriffsgeschichte
Der Begriff locus  (griech. τόπος tópos „Ort“, „Topos“) entstammt ursprünglich der antiken Rhetorik und wird Cicero als anderer Ausdruck für sedes argumentorum zugeschrieben, „als Fundstätte für Beweise oder für die thematische Stoffsammlung“ bzw. als „Stichworte, mit denen sich Argumente leicht assoziieren lassen“.
Die loci communes des Mittelalters waren Gesichtspunkte zur Auffindung und Gliederung des Stoffs im Sinne eines vorgegebenen Inventars von Argumenten. Im heutigen Sinn bezeichnen loci theologici eher Orte, an denen sich Erkenntnis bilden kann, aber nicht muss. Sie sind als ein komplexes System aufeinander verweisender Instanzen zu verstehen, die über die Glaubensgemeinschaft Kirche vermittelt sind.

## Konfessionsspezifische Bedeutungen
Die evangelische und die katholische Theologie verstehen unter loci theologici Unterschiedliches.

### Evangelische Theologie
Der Begriff locus theologicus wurde wohl von Philipp Melanchthon gebildet und meint in der evangelischen Theologie die nach inhaltlichen Gesichtspunkten gegliederten Hauptstücke des Glaubens auf Basis der Heiligen Schrift. In seinem Werk Loci communes versteht Melanchthon darunter die „zentralen Inhaltspunkte und Erkenntnisgegenstände (Themen) der Glaubenslehre“ wie Gott, Gnade, Rechtfertigung, Sakramente, Obrigkeit usw.
Philipp Melanchthons Loci wurde bis in die Zeit des Konkordienwerks unter anderem in der kursächsischen Universitätsordnung für Wittenberg und Leipzig von 1580 als Lehrbuch vorgeschrieben. Der intensive Gebrauch als Lehrbuch spiegelt sich in einer Reihe von Bearbeitungen und Hilfsbüchern dieser Zeit wider, wie Veröffentlichungen Johannes Spangenbergs von 1540 oder Paul Crells aus dem Jahr 1561. Daneben gibt es eine Reihe von Darstellungen des dogmatischen Stoffs, die aus den Vorlesungen Melanchthons entstanden, unter anderem Victorin Strigels Loci theologici (1582–1584) oder Martin Chemnitz’ Loci Theologici (1591).

### Katholische Theologie

#### Die klassische loci-Lehre von Melchior Cano
Den katholischen Begriff der loci theologici erarbeitete Melchior Cano in seinem Werk De locis theologicis Libri XII, das 1563, drei Jahre nach seinem Tod, veröffentlicht wurde. Canos Schrift war in der Schultheologie jahrhundertelang ein bedeutendes Lehrbuch für die theologische Erkenntnislehre und Methodologie und erfuhr bis 1890 mehr als 30 Neuauflagen. Bei Cano umfasst der Begriff die Erkenntnisquellen der Dogmatik auf der Grundlage der kirchlichen Tradition. Mit locus ist daher ein sachlich an Thomas von Aquin (S. Th. I, 1,8) orientierter Begriff „zur methodologischen Fundierung der argumentativen Theologie (d. h. des dogmatischen Beweises)“ gemeint. Canos differenzierte Liste der loci theologici wurde verändert und vereinfacht, als wesentliche Erkenntnisquellen gelten das kirchliche Lehramt, die Kirchenväter, die Liturgie, die Theologen.
Cano unterscheidet sieben der Theologie eigene Topoi (loco proprii) von der Theologie fremden oder ihr zugeschriebenen Locci (locii alieni oder locii adscripti):
- loci proprii:

1. die kanonischen Bücher der Schrift;
2. die ungeschriebene Überlieferung Christi und der Apostel;
3. die („katholische“) Gesamtkirche;
4. die Konzilien;
5. die römische Kirche;
6. die Kirchenväter,
7. die Theologen.
- loci alieni:

8. die natürliche Vernunft;
9. die Philosophie;
10. die menschliche Geschichte.

#### Das Zweite Vatikanische Konzil
Das Zweite Vatikanische Konzil hat auf Grund eines neuen Verständnisses der Offenbarung als „geschichtliches Ereignis und personal-dialogisches Geschehen“ zu einem neuen Verständnis der ersten loci theologici geführt.

#### Positionen
Peter Hünermann hat eine eigene loci-Lehre entwickelt, die er dem heutigen Stand der Theologie für angemessener hält. So sind nach Hünermann die nichtchristlichen Religionen, die Gesellschaft, die Kultur, die Wissenschaft neue loci alieni.

## Weblink
- Johann Karl Eduard Schwarz: Art. Loci theologici. In: Real-Encyklopädie für protestantische Theologie und Kirche (RE), zweite Auflage. In Verbindung mit vielen protestantischen Theologen und Gelehrten herausgegeben von Johann Jakob Herzog und Gustav Leopold Plitt. Bd. 8. J. C. Hinrichs, Leipzig 1881, S. 708–709 (erweiterte Fassung des Artikels desselben Autors in der ersten Auflage der RE, 1857, Bd. 8, S. 449–450).